# Liste der Wappen in der Autonomen Provinz Trient M–Z
Die Liste der Wappen in der Autonomen Provinz Trient M–Z beinhaltet alle in der Wikipedia gelisteten Wappen der Gemeinden mit dem Anfangsbuchstaben M–Z des Trentino in Italien. In dieser Liste werden die Wappen mit dem Gemeindelink angezeigt.

## Wappen der Autonomen Provinz Trient

Autonome Provinz Trient
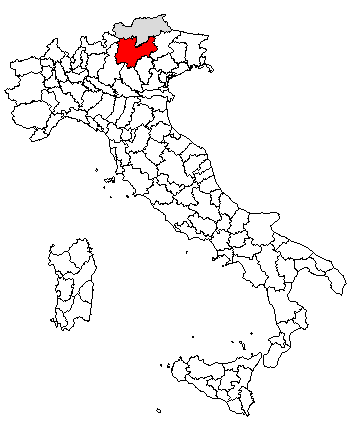
Lage der Provinz in Italien

## Wappen und Logos derTalgemeinschaftender Autonomen Provinz Trient M-Z

Paganella
Primiero
Rotaliana-Königsberg
Valle di Cembra
Val di Fiemme
Vallagarina
Valle dei Laghi
Val di Non
Valle di Sole
Valsugana e Tesino

## Wappen der Gemeinden der Autonomen Provinz Trient von A–L
- Liste der Wappen in der Autonomen Provinz Trient A–L

## Wappen der Gemeinden der Autonomen Provinz Trient von M–Z

Madruzzo
Malé
Massimeno
Mazzin
Mezzana
Mezzano
Mezzocorona
Mezzolombardo
Moena
Molveno
Mori
Nago-Torbole
Nogaredo
Nomi
Novaledo
Novella
Ospedaletto
Ossana
Palù del Fersina
Panchià
Peio
Pellizzano
Pelugo
Pergine Valsugana
Pieve di Bono-Prezzo
Pieve Tesino
Pinzolo
Pomarolo
Porte di Rendena
Predaia
Predazzo
Primiero San Martino di Castrozza
Rabbi
Riva del Garda
Romeno
Roncegno Terme
Ronchi Valsugana
Ronzo-Chienis
Ronzone
Rovereto
Roveré della Luna
Ruffrè-Mendola
Rumo
Sagron Mis
Samone
San Giovanni di Fassa
San Lorenzo Dorsino
San Michele all’Adige
Sant’Orsola Terme
Sanzeno
Sarnonico
Scurelle
Segonzano
Sella Giudicarie
Sfruz
Soraga
Sover
Spiazzo
Spormaggiore
Sporminore
Stenico
Storo
Strembo
Telve
Telve di Sopra
Tenna
Tenno
Terragnolo
Terre d’Adige
Terzolas
Tesero
Tione di Trento
Ton
Torcegno
Trambileno
Tre Ville
Trient
Valdaone
Valfloriana
Vallarsa
Vallelaghi
Vermiglio
Vignola-Falesina
Villa Lagarina
Ville d’Anaunia
Ville di Fiemme
Volano
Ziano di Fiemme

## Wappen ehemaliger Gemeinden (M-Z)

Malosco
Molina di Ledro
Monclassico
Montagne
Nanno
Nave San Rocco
Padergnone
Pieve di Bono
Pieve di Ledro
Pozza di Fassa
Praso
Preore
Prezzo
Ragoli
Revò
Romallo
Roncone
San Lorenzo in Banale
Siror
Smarano
Spera
Strigno
Taio
Tassullo
Terlago
Terres
Tiarno di Sopra
Tiarno di Sotto
Tonadico
Transacqua
Tres
Tuenno
Valda
Vattaro
Vervò
Vezzano
Vigo di Fassa
Vigo Rendena
Vigolo Vattaro
Villa Agnedo
Villa Rendena
Zambana
Zuclo